# Mount Fordell
Der Mount Fordell ist ein 1670 m hoher Berg im westantarktischen Ellsworthland. In der Heritage Range des Ellsworthgebirges ragt er im südwestlichen Abschnitt der Marble Hills auf.
Seinen Namen erhielt der Berg im Jahr 1966 vom Advisory Committee on Antarctic Names im Gedenken an William D. Fordell, einen Lieutenant der US-Marine, der am 2. Februar 1966 bei einem Flugzeugabsturz mit der Douglas LC-47J „Spirit of McMurdo“ auf dem Ross-Schelfeis starb.